# Субаев, Фатых Юсупович
Фатых Юсупович Субаев (5 июля 1911 года — 26 сентября 1978 года) — водитель, бригадир Уфимской автоколонны № 1222 Министерства автомобильного транспорта и шоссейных дорог РСФСР, Герой Социалистического Труда. Депутат Верховного Совета Башкирской АССР седьмого созыва (1967—1971).

## Биография
Фатых Юсупович Субаев родился 5 июля 1911 г. в с. Киска-Елга ныне Буздякского района Республики Башкортостан. Образование — неполное среднее.
Трудовую деятельность начал в 1929 г. шофером в колхозе имени Ворошилова Буздякского района. В 1931—1941 гг. — водитель, тракторист Буздякской МТС. В 1941—1945 гг. участвовал в Великой Отечественной войне. С 1946 г. — водитель Управления исправительно-трудовых колоний МВД Башкирской АССР, с 1950 г. — водитель Управления оптовой торговли товарами в Уфе, с 1955 г. — водитель, бригадир Уфимской автоколонны № 1222 Министерства автомобильного транспорта и шоссейных дорог РСФСР.
Задание семилетки (1959—1965) по грузоперевозкам Ф. Ю. Субаев выполнил на 130 процентов, только за последний год семилетки он перевез 1 336 тонн груза, сделал 207 774 тонно-километров. Благодаря своевременному техническому уходу, умелой эксплуатации его автомобиль прошел без капитального ремонта 430 тысяч километров при норме 107 тысяч. За это время сэкономил 18 автошин, запасных частей и материалов на 500 рублей, 2 200 литров горючего. Только на капитальных ремонтах сэкономлено свыше 3 тысяч рублей.
Ежегодно совместно с бригадой Ф. Ю. Субаев участвовал в уборке и вывозке сельхозпродуктов. Несмотря на тяжелые климатические условия работ в северо-восточных районах республики, план грузоперевозок бригада выполняла на 100—115 процентов, сам бригадир — на 125 процентов и более.
За выдающиеся успехи, достигнутые в выполнении заданий семилетнего плана по перевозкам народно-хозяйственных грузов и пассажиров, строительству, ремонту и содержанию автомобильных дорог, Указом Президиума Верховного Совета СССР от 5 октября 1966 г. Ф. Ю. Субаеву присвоено звание Героя Социалистического Труда.
До ухода на пенсию в 1971 г. работал бригадиром Уфимской автоколонны № 1222.
Почетный автотранспортник (1970).
Умер 26 сентября 1978 года

## Награды
- Золотая медаль Героя Социалистического Труда и орден Ленина (1966).